# Зааль-ан-дер-Заале
Зааль-ан-дер-Заале (нім. Saal an der Saale) — громада в Німеччині, розташована в землі Баварія. Підпорядковується адміністративному округу Нижня Франконія. Входить до складу району Рен-Грабфельд. Центр об'єднання громад Зааль-ан-дер-Заале.
Площа — 21,57 км2. Населення становить 1517 ос. (станом на 31 грудня 2020).

## Галерея

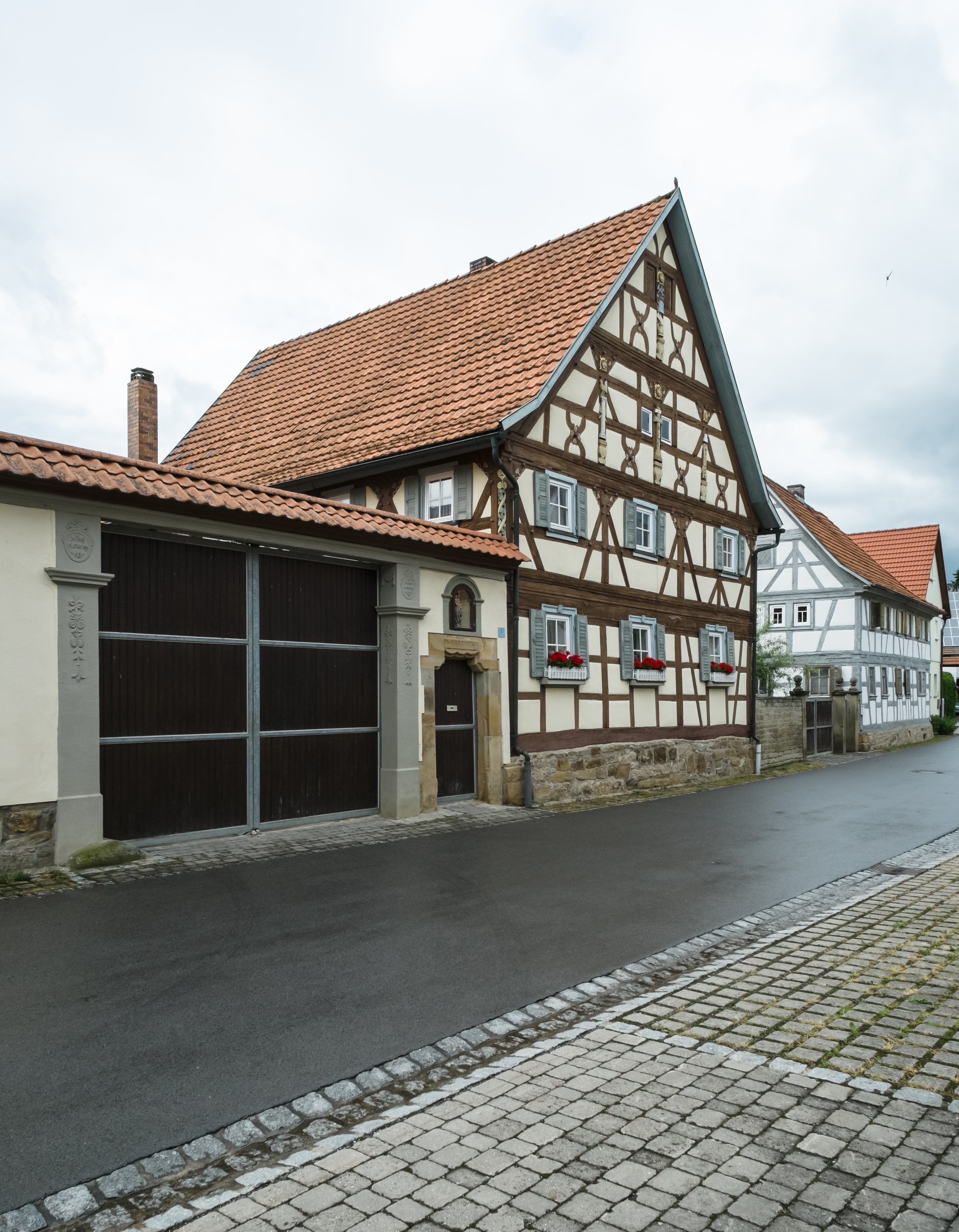
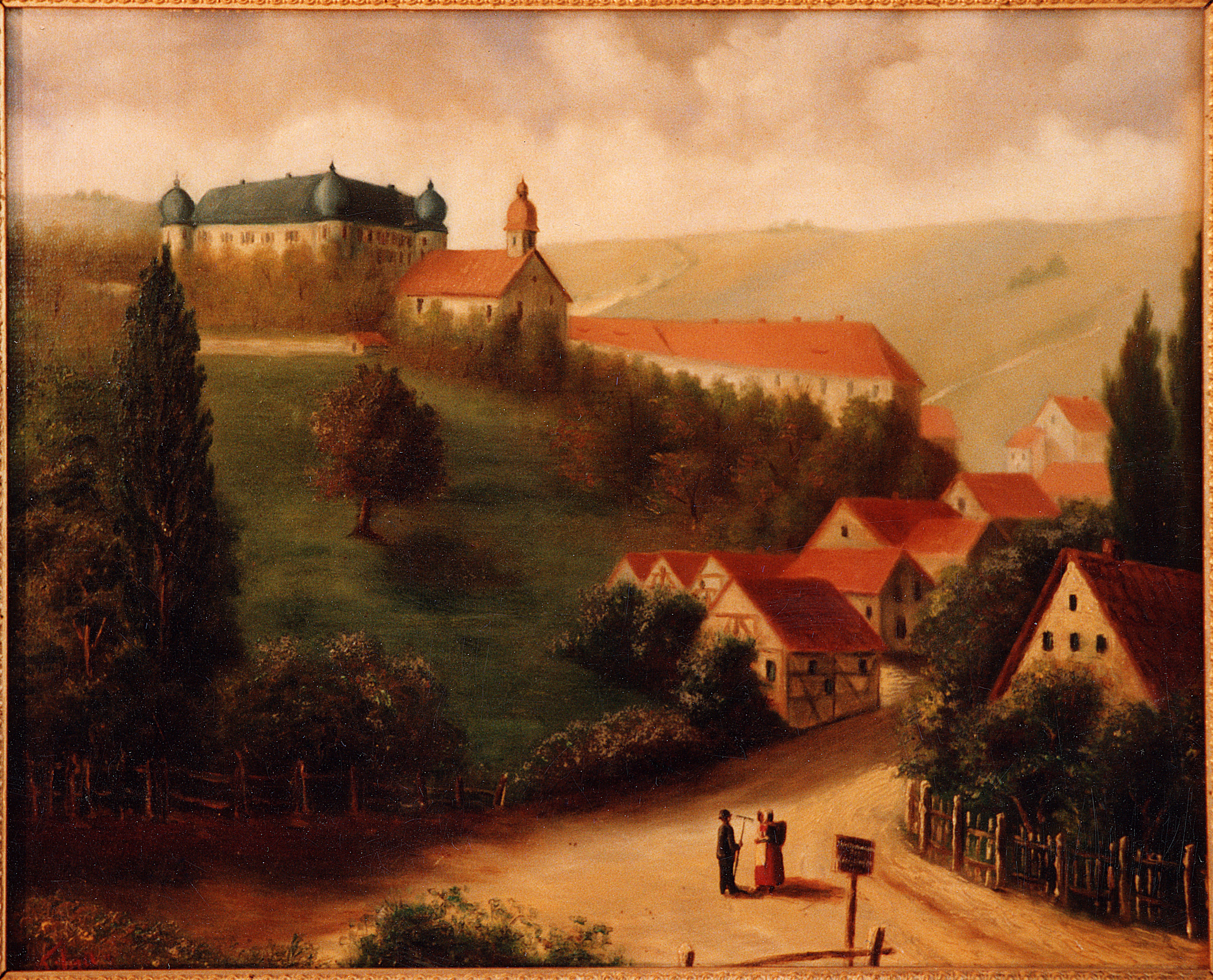
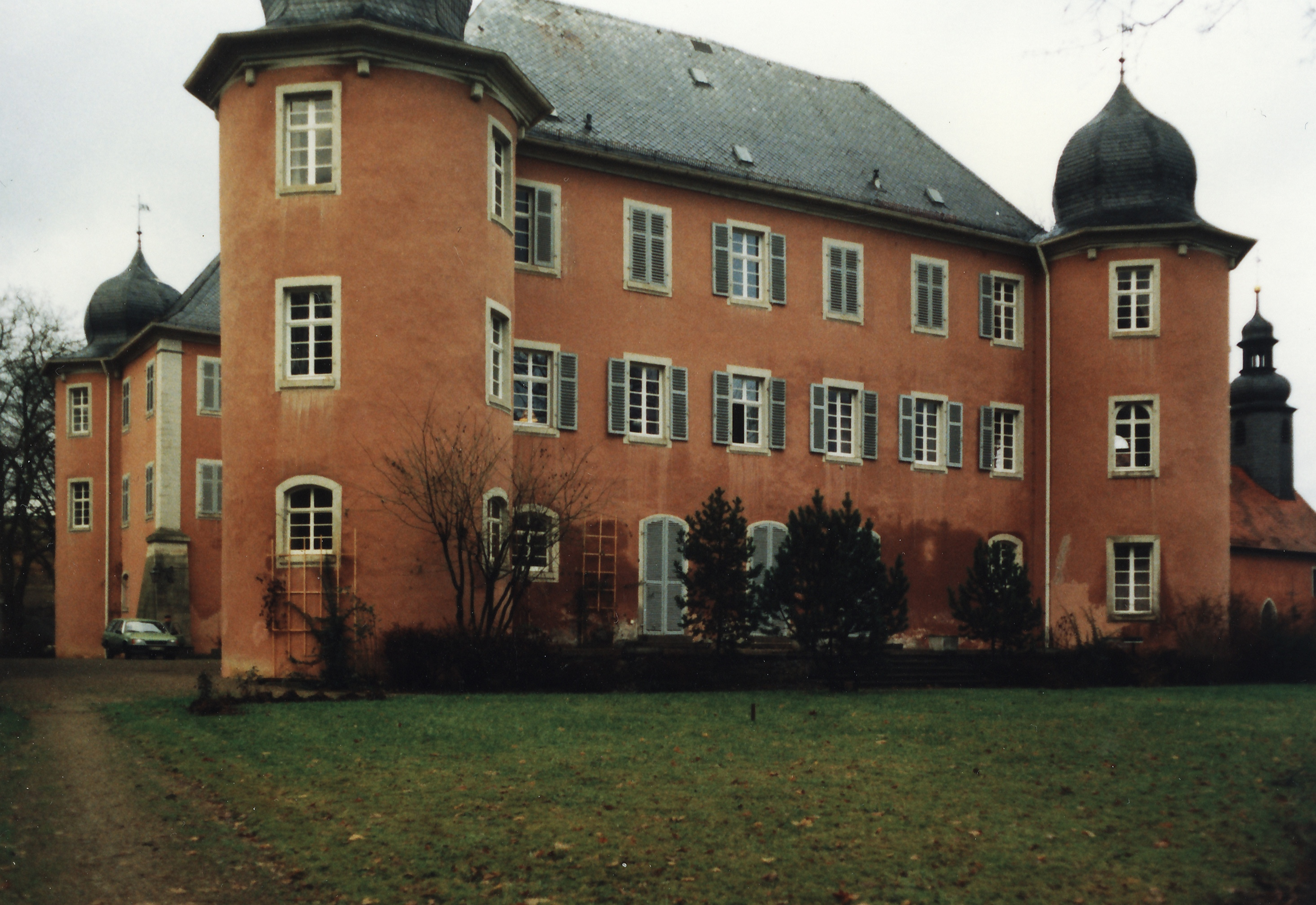